# Štefan Oľha
Štefan Oľha (Eperjes-Tótsóvár, Csehszlovákia, 1936. május 3. – Kassa, 2009. augusztus 19.)  szlovák író, drámaíró, és televíziós szakember, vezető. A Szlovák Írók Szövetségének tagja.
Matúš Oľha, színházi és televíziós rendező, Zuzana Oľhová, bábszínész, Katarína Oľhová és Anna Oľhová apja.

## Élete
A Famegmunkáló Középiskola (1955) elvégzése után 1956-tól 1959-ig szlovák nyelvet és történelmet tanult az eperjesi Művelődési Egyetem Művészeti Karán.
1960 és 1963 között Csehszlovák Rádió Irodalmi és Drámai Irodájának szerkesztője. 1964-től a Szlovák Rádió kassai stúdiójában dolgozott, a Naše Chemko folyóirat szerkesztője és főszerkesztője. 1968-tól 1972-ig a Szlovák Televízió szórakoztató osztályának a vezetője volt Kassán. Több televíziós produkció és dokumentumfilm szerzője. Az 1972-es üldöztetések után hivatalnokként, asszisztensként dolgozott üzleti kiállításokon Kassán, a bársonyos forradalom után teljesen rehabilitálták. 1990-től vezető szerkesztő a Szlovák Televízió kassai stúdiójában, 1995-től igazgatója. Egy ideig a kassai Kis Színházi Stúdió dramaturgja volt.

## Munkássága
1967-ben debütált a Stopy című dokumentumfilm forgatókönyvével. Kezdetekben elsősorban az ismeretterjesztő irodalommal foglalkozott. Munkáiban elsősorban az alkoholizmusról, a fiatalok korai szexuális életéről, éretlen házasságokról, drogproblémákról, a kórházak életéről és sok más aktuális témáról írt. A prózai alkotások mellett drámai műveket is írt a televíziós produkciók számára és forgatókönyveket dokumentumfilmekhez. Rendszeresen együttműködött szlovák folyóiratokkal és más sajtótermékekkel .

## Munkái
- Stopy (dokumentumfilm, 1967)[1] Lábnyomok
- Až na dno rozkoší (1969) Öröm az aljára
- Horká chuť lásky  (1980)[2] A forró szerelem íze
- Malé divadelné štúdio (1982, drámai szövegek) Kis színházi stúdió
- Drsný diktát drogy (1984) A drogok durva következményei
- Štátne divadlo Košice (1990) Kassai Állami Színház
- Nebezpečný sex (1992) Veszélyes szex
- V stredu v Kremli (1997)[3] Szerdán a Kremlben
- Ochotníci a profesionáli (2009) Amatőrök és szakemberek

## Fordítás
- Ez a szócikk részben vagy egészben  a(z)   Štefan Oľha című szlovák Wikipédia-szócikk ezen változatának fordításán alapul.  Az eredeti cikk szerkesztőit annak laptörténete sorolja fel. Ez a jelzés csupán a megfogalmazás eredetét és a szerzői jogokat jelzi, nem szolgál a cikkben szereplő információk forrásmegjelöléseként.